# Gordon Manley
Gordon Valentine Manley, FRGS ( 3 de enero de 1902 – 29 de enero de 1980 ) fue un climatólogo inglés que asoció las series de temperaturas de Inglaterra Central (TIC) de Tº medias mensuales desde 1659, logrando así el registro estandarizado instrumental más largo disponible en el mundo. Tales datos proveen puntos de referencia para cambios climáticos del periodo cubierto, y es un notabilísimo ejemplo de esfuerzo y perseverancia (le llevó treinta años para completarlo). Los dos artículos que describen el trabajo están en línea.

## Carrera
Gordon Manley nace en la capital de isla de Man: Douglas. Se mudarán a Blackburn, Lancashire, donde asiste a la Escuela Escuela Reina Isabel. Luego de obtener los grados de Ingeniería y de Geografía, Manley trabaja en la Servicio Meteorológico en 1925,  pero renuncia al año siguiente. En el verano de 1926 será miembro de la Expedición Cambridge al este de Groenlandia, donde lleva a cabo mucha importante investigación. Aún en ese año, comienza una larguísima carrera académica donde comienza como asistente en geografía en la Universidad de Birmingham. Tenía increíble entusiasmo por su trabajo, su deseo de aprender y su juicio lo hicieron un excelente maestro.  En 1928 gana po oposición una cátedra en geografía en la Universidad de Durham.  Subsecuentemente fue Adjunto y fundador de la Jefatura de Departamento y Director del Observatorio Meteo de la Universidad.
Fue curador del Observatorio en Durham en 1931, donde trabajó intensamente en estandarizar los largos registros termométricos de antes de mitad del siglo XX. En 1932, comienza a recolectar datos en Moor House en la norteña Pennines. Posteriormente establece una Estación meteorológica cerca de la cumbre del Great Dun Fell a 847 m s. n. m., que registró datos cada intervalos de tres horas desde 1938 a 1940. Así dieron comienzo las primeras series de observaciones de altura en Inglaterra.
A partir de 1937 lleva a cabo valiosa investigación sobre el  viento Helm, un viento nordeste que es causado por la topografía local causando una vaguada por laderas abajo en el  sudoeste de Cross Fell en los Pennines con inusual fuerza. Manley interpretó ese fenómeno en términos hidrodinámicos como una "onda estacionaria" y un "rotor",  modelo confirmado en 1939 con vuelos en planeador.
En 1939 deja Durham para ser Demostrador en Geografía en la Cambridge University.  De 1942 a 1945 fue Tte. aviador en el "Escuadrón de la Universidad del Aire, aunque continuó sus estudios y enseñanza en Cambridge y en el Bedford College de Londres (de esya última institución había sido evacuado a Cambridge).
La revista Royal Meteorological Society Weather, cuyos objetivos fueron (y continúan así) fue hacer desarrollos en meteorología para hacerlos accesibles a un amplio público, arrancando en 1946 durante su presidencia y beneficiada con su encumbramiento.
De 1948 a 1964, Manley fue profesor de Geografía en el Bedford College de Mujeres en la University of London. Y mantuvo sus enlaces con Cambridge, logrando como resultado una  participación en conjunto para expediciones con no graduados de ambas instituciones a Noruega e Islandia.
En 1952 Collins publica Climate and the British Scene en su serie de New Naturalist. Este libro, fácilmente accesible al lector no académico, fue una de sus mayores contribuciones a la  climatología británica. Su pasión por escribir entretenidamente y a su vez informativamente acerca del clima lo ayudó en escribir una larga serie de artículos para el Manchester Guardian desde  1952 en adelante acerca de eventos del tiempo y del clima siendo de interés tópico.
En 1964, a los 62, le toca el desafío de fundar el nuevo departamento de Estudios Ambientales en la igualitaria nueva Universidad de Lancaster.  En 1967 se retira y se muda otra vez a Cambridge, aunque permaneció como Investigador Asociado. Durante este periodo, sus estudios sobre las precipitaciones en Mánchester y sobre las Tº de Inglaterra Central finalmente se publican. Esta serie de Tº de Ingl.Central continúa siendo actualizada cada mes por la Met Office del RU.
Durante 1969-70 fue profesor Visitante de Meteorología en la Texas A&M University.  Por el resto de su vida continuó trabajando y publicando, un total de 182 artículos desde 1927. Al momento de su deceso estaba ensamblando datos instrumentales del  norte de Inglaterra y de Escocia más atrás del siglo XVIII.
Está sepultado en adyacencias de la Iglesia de Coton.

## Libros y algunos artículos
Nota: los ítems 2º y 31 son referidos a notas de arriba y están disponibles en línea en PDF.
- Manley, Gordon. Climate and the British Scene: New Naturalist 22 (1ª ed.), Collins, 1952
- Manley, G., 1953. "The mean temperature of central England, 1698-1952." Quarterly Journal of the Royal Meteorological Society, 79, (340), 242-261.
- Manley, G., 1974"Central England temperatures: monthly means 1659 to 1973." Quarterly Journal of the Royal Meteorological Society, 100, (425), 389-405

## Galardones y reconocimientos
- BSc(Hons) en ingeniería, Universidad de Mánchester, 1921
- BSc en geografía (doble primero), Gonville and Caius College, Cambridge, 1923
- Miembro electo de Royal Geographical Society, 1927
- Miembro electo de la Royal Meteorological Society, 1932
- MSc (candidato externo), Manchester University, 1938
- Premio Buchan de la Royal Meteorological Society (en conjunto con el Dr TEW Schuman, 1943)
- Obtiene el "GJ Symons Memorial Lecture", 1944
- Presidente de la Royal Meteorological Society, 1945-7
- Galardonado con la "Murchison Grant" de la Royal Geographical Society, 1947
- Miembro del concejo de la Royal Geographical Society, 1952-4
- DSc, Manchester University, 1958
- DSc honoris causa, Durham University, 1979
- El 22 de mayo de 2007,[1] el Edificio Gordon Manley, (LEC III), es nombrado en su honor, y abierto en el Lancaster Environment Centre por Lord Rees de Ludlow Kt.